# Светлозар Игов
Светлозар Атанасов Игов е български учен, литературен критик и историк, есеист, поет, белетрист и преводач. Преподавател в Софийския и в Пловдивския университет; професор.
Автор е на книги с монографични литературоведски изследвания, литературни студии, статии, очерци.

## Биография
Роден е на 30 януари 1945 г. в с. Радуил, Самоковско. Завършва славянска филология в Софийския държавен университет през 1966 г. Специализира славянски литератури в Белград и Загреб (1967 – 1968).
Преподавател е в Софийския университет (1967 – 1969). Заради подкрепа на Пражката пролет е уволнен в началото на 1969 г., забранена му е преподавателска и научна дейност, както и да пътува в чужбина.
Редактор е във в. „Литературен фронт“ (1969 – 1970), сп. „Съвременник“ (1971 – 1977), главен редактор на сп. „Език и литература“ (1994 – 2005).
Работи в Института за изкуствознание при БАН (1976 – 1978). Научен и старши научен сътрудник (1978, 1988) в Института за литература при БАН. Преподавател в Пловдивския университет „Паисий Хилендарски“ (от 1978). През 1978 г. защитава докторска дисертация на тема „Иво Андрич – творческо развитие и художествена структура“.
Създател е на наградата „Дъбът на Пенчо“. Председател е на журито на националната награда за поезия „Иван Николов“ за 2019 г.
Умира в София на 28 септември 2023 г.

## Творчество
Светлозар Игов започва да публикува в периодиката през 1960 г. Интересите му са в областта на историята и критиката на българската литература, поетиката на романа, общото и сравнително литературознание, славянски литератури, теория и критика на превода. Познава, изследва и популяризира класическата и модерна философска и литературна мисъл. Активно се занимава с оперативна критика. Изявява се и в областта на художествената литература: поезия, проза, фрагменти, афоризми, есета, пиеси. Има също заслуги като преводач и съставител на антологии.

## Награди
- Трети носител е на Националната награда за литературна критика „Иван Радославов и Иван Мешеков“ (1999).
- През 2006 г. е удостоен с Национална литературна награда „Иван Динков“, връчвана от Община Пазарджик за творчески постижения в съвременната българска литература, за изследвания върху творчеството на Иван Динков и за популяризирането му.[6]
- Удостоен е с награда „Йордан Йовков“ (2010)[7]
- Вазова награда (2012)[8]

## Семейство
Светлозар Игов е баща на преводача и философ Атанас Игов и чичо на писателя и преводача Ангел Игов.

## Памет
През декември 2023 г. Институтът за литература към Българската академия на науките организира национална научна конференция в памет на Елка Константинова и Светлозар Игов. Конференцията е озаглавена „Българското литературознание от втората половина на XX век: зони на (не)свободата“.

### Литературознание
- „Високо, при извора“. Критики и есета (1974)
- „Хуманизъм и творчество“ (1978, 1981)
- „Грозните патета. Критическо ежедневие“ (1984)
- „Българийо, за тебе пяха“. Литературно-исторически портрети (1985)
- „Богомил Райнов“. Студия (1986)
- „Призори. Фрагменти“ (1988)
- „Грозните патета. Книга втора“ (1989)
- „Поезията на Николай Кънчев“. Студия (1990)
- „Павел Вежинов“. Студия (1990)
- „История на българската литература 1878–1944“ (1990, 1991, 1992, 1993, 1995)[13][14]
- „От Ботев до Йовков“ (1991)
- „Иво Андрич: Творческо развитие и художествена структура“. Монография (1992)
- „Български шедьоври“ (1992)
- „Призори. Книга втора“ (1994)
- „Творби от българската класика“ (1995)
- „Петър Алипиев. Литературна анкета“ (1995)
- „Кратка история на българската литература“ (1996, 2005)
- „Апостолът, Геният, Патриархът – Васил Левски, Христо Ботев, Иван Вазов“ (1996)
- „Привечер“ (1999)
- „Българската литература XX век – От Алеко Константинов до Атанас Далчев“ (2000)
- „История на българската литература 1878-1989“ (2001, 2010)
- „Поезията на Иван Цанев: Четири статии“ (2001)
- „Български писатели: Поети, прозаици, драматурзи, критици“ (2001)
- „Призори. Книга трета“ (2005)
- „Книга за Пенчо Славейков“ (2006)
- „Бай Ганю“ и Бай Ганю. Загадъчната творба за проблематичния българин Бай Ганю“ (2008)
- „Балканът, ханът и чифликът“ (2011) ISBN 978-954-740-047-4 [15]
- „Златомир Златанов и модерният обрат“. София: Захарий Стоянов, 2014, 152 с. ISBN 978-954-09-0866-3

### Поезия
- „Ранният край на лятото“. Поезия (1995)
- „Отсъствие“. Поезия (1999)
- „Tragelaphos и други стихотворения“ (2000)
- „Там“. Поезия (2005)

### Романи
- „Елените“. Роман (1998)
- „Там на Балканите“. Роман (2012) ISBN 978-954-491-778-4

### Преводи[16]
- „Югославски морски новели“. Антология. Превод от сърбохърватски Виктория Менкаджиева, Лиляна Райнова, Боян Ничев, Светозар Игов, Жела Георгиева, Катя Йорданова. Варна: Георги Бакалов, 1974, 272 с. (Поредица Световни морски новели; Кн. 6)
- „Нощен полет. Петима сръбски поети“. Превод от сърбохърватски Светлозар Игов и Николай Кънчев. София: Народна култура, 1989, 221 с.
- Йован Христич. „Александрийската школа“. Съставителство, предговор и превод от сърбохърватски Светлозар Игов. София: Христо Ботев, 1996, 104 с. (Поредица Ars poetica)
- Иво Андрич. „Омер паша Латас“. Роман. Превод от сърбохърватски и предговор Светлозар Игов. София: ОФ, 1982, 272 с.
- Иво Андрич. „Летуване на юг“. Разкази. Съставителство, послеслов и превод от сърбохърватски Светлозар Игов. Варна: Георги Бакалов, 1989, 255 с.
- Иво Андрич. „Раждането на фашизма“. Съставителство, послеслов и превод от сърбохърватски Светлозар Игов. София: Захарий Стоянов, 2012, 136 с. ISBN 978-954-09-0680-5

### Антологии
- „Начало на века. Най-нова българска поезия 1989–2001“. София: Фондация Ценности, 2001, 318 с.[17]